# Clos du Bois Planté

Le Clos du Bois Planté (en néerlandais : Geplante Bosgaarde) est un clos sans issue bruxellois de la commune de Woluwe-Saint-Pierre qui débute depuis Montagne aux Ombres sur une longueur totale de 63 mètres. Un chemin permet à pied de rejoindre l'avenue des Muguets.